# Pont Kennedy (Bonn)
Ne doit pas être confondu avec Viaduc Kennedy ou Pont Kennedy (Liège).
Le pont Kennedy est un pont métallique sur le Rhin situé à Bonn. Il mesure 394 m de long et 26,8 m de large et est franchi par l'autoroute 56 ainsi que par une ligne du métro léger de Bonn et une traversée cyclo-piétonne.
Le pont a été construit en 1948/49 sur les piles de  ancien pont détruit en 1945 par fait de guerre. Il a reçu son nom actuel en 1963.
Il a fait l'objet d'une rénovation profonde et d'un élargissement entre 2007 à 2010. Initialement, il ne faisait "que" 18 m de large.

## Histoire
Bonn fut fondée après la conquête romaine autour d'un pont sur le Rhin d'après les écrits de l'époque.

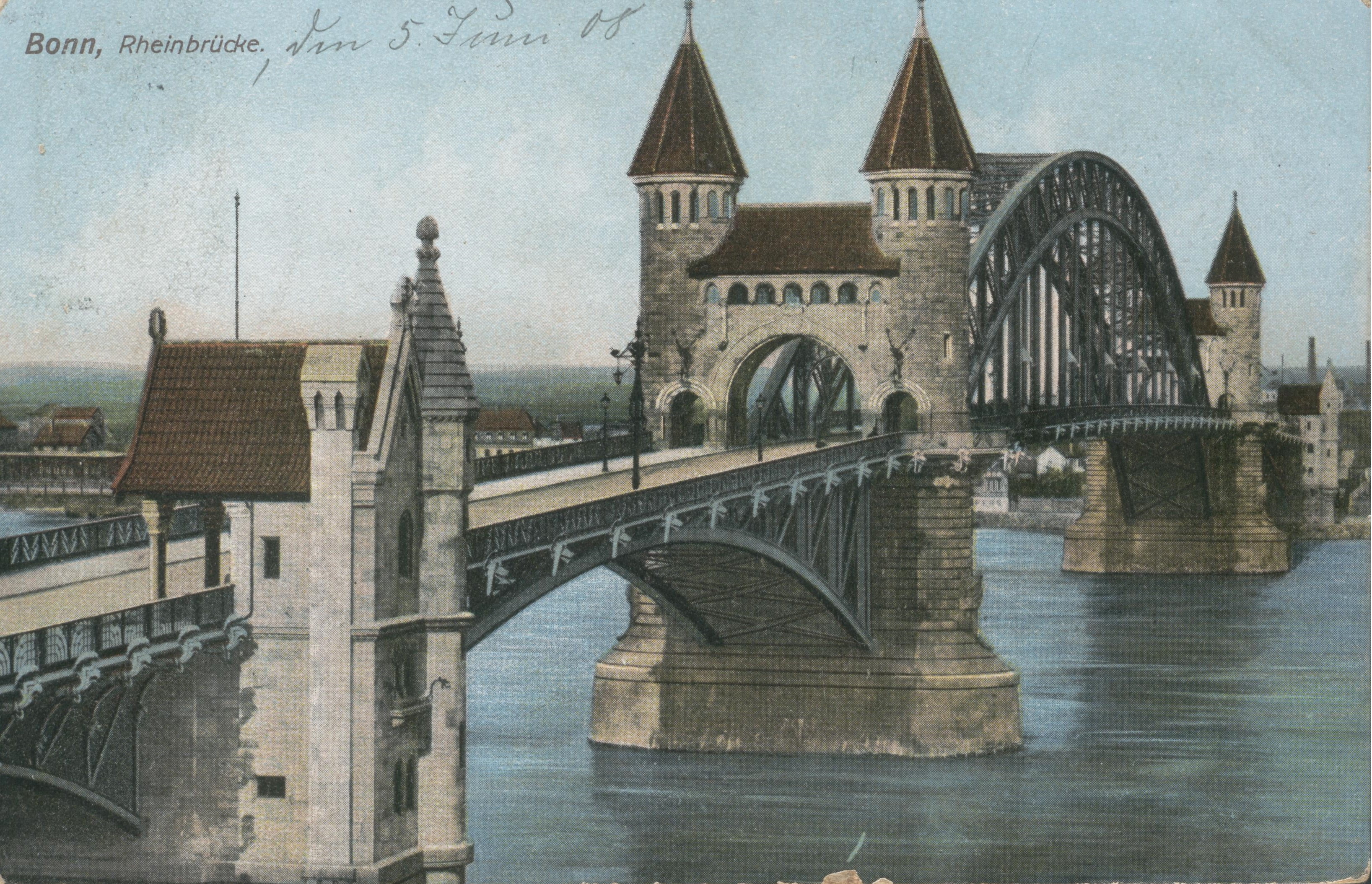
L'ancien pont au début du XXe siècle

Un pont a tablier en treillis métallique existait à l'emplacement du pont actuel. Construit entre 1896 et 1898, sa travée centrale était constituée d'un tablier suspendu dégageant un tirant d'air maximum pour la navigation alors que les deux travées latérales étaient de type à tablier porté. Ce pont sera détruit par l'armée allemande lors de sa retraite en mars 1945.
Lui succède l'ouvrage qui existe toujours actuellement. Ce n'est qu'en 1963 qu'il a été baptisé « Pont Kennedy », en hommage après l'assassinat de ce dernier.
De février à juillet 1974, ainsi que de 2007 à 2010, le pont a été fermé pour une révision générale.

## Construction

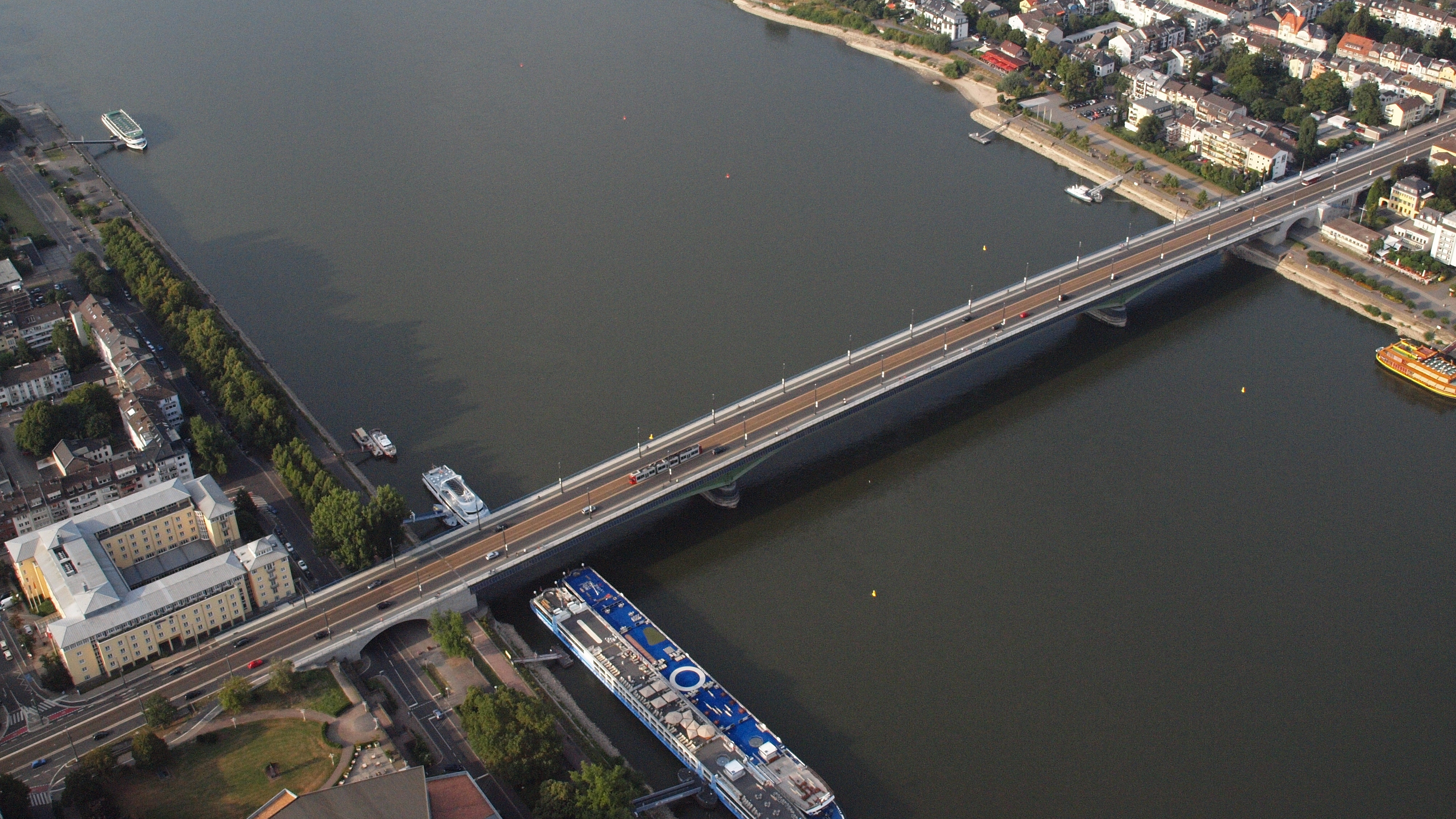
Vue aérienne du pont

Le principe retenu pour la construction du nouveau tablier est celui d'un arc portant quadri-poutres en acier riveté de 12 m de largeur, ce qui est un challenge pour l'époque vu la distance de près de 200 m (195,8 m entre les articulations) qui sépare les deux piles. De part et d'autre, les demi arcs font 99,2 m.
Ce tablier fut construit en 1948/49 sur les piles de l'ancien pont. Il supporte quatre bandes de circulation, les deux voies centrales étant également utilisées par le tram, alors que des encorbellements de 3 m de largeur supportent les trottoirs de chaque côté.
Les maitres d'ouvrages furent l'entreprise Stahlbau Rheinhausen (constructions métalliques) et Grün & Bilfinger (génie civil). Ils avaient initialement proposé deux types de conceptions, avec comme alternative la réalisation d'un tablier en treillis similaire au pont détruit.
Les quatre poutres en tôle sont donc espacées de 3,85 m. Elles ont une section verticale de 11 m au niveau des piles, décroissant progressivement pour descendre à 3,45 m au milieu et aux extrémités du pont. Elles sont constituées de 52 tronçons préfabriqués d'environ 7,7 m de longueur rivetés bout à bout. La rigidité de l'ensemble est assurée par un contreventement solidarisant ces 4 poutres dans chaque tronçon.

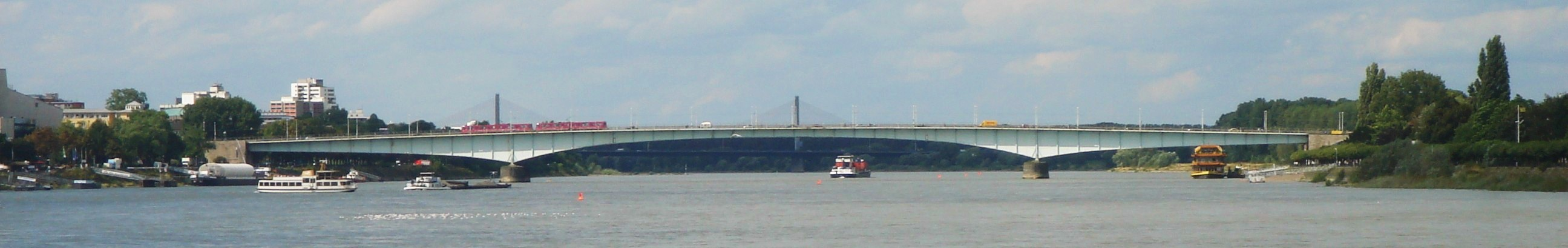
Vue du pont avant sa rénovation, depuis le sud

L'essentiel de la masse repose sur les deux piles intermédiaires où des appuis glissants (rouleaux) permettent de tenir compte de la dilatation du tablier. Ils ont un débattement longitudinal de 49cm.
La surface de roulement est constituée d'un platelage riveté sur les 4 poutres principales (mais pas sur les entretoises) recouvert de béton.
La construction du tablier et des culées fut achevée le 6 septembre 1949. Une fois le revêtement de la route et d'autres travaux terminés, le pont a été ouvert à la circulation le 12 novembre.

## Rénovation profonde en 2007

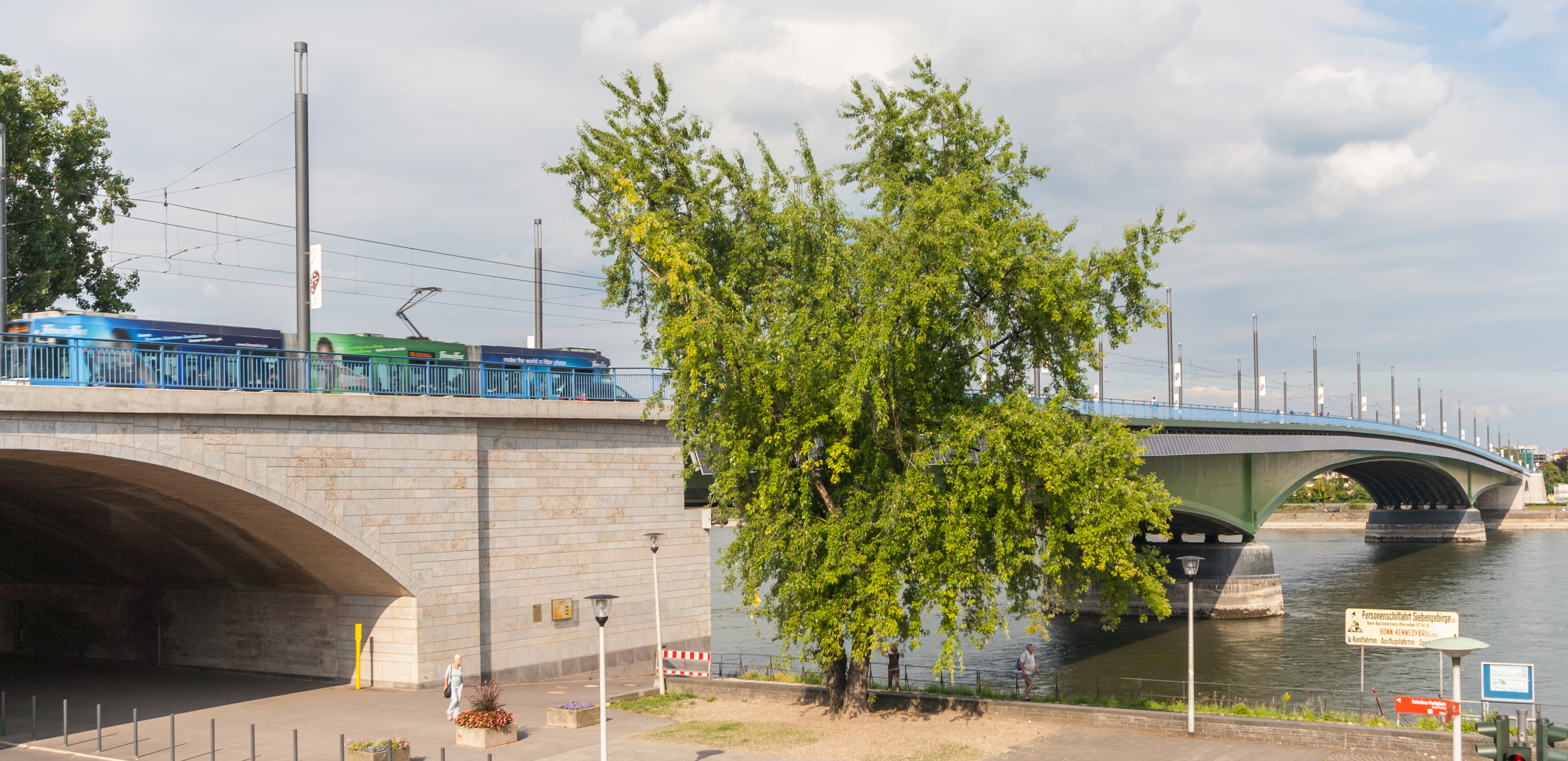
Le pont Kennedy rénové avec le système solaire du côté sud (août 2013)

### Genèse
En 2003, de graves dégâts de corrosion sont découverts au niveau des encorbellements qui supportent les trottoirs. Des renforts en bois sont posés afin d'assurer temporairement la sécurité de ceux-ci, mais en septembre 2005, la situation s'est à nouveau dégradée et l'utilisation des encorbellements est interdite. Les véhicules sont invités à utiliser les autres ponts de la ville mais restent autorisés à circuler sur les 2 bandes partagées avec les trams, alors que les 3 autres bandes sont mises à disposition exclusive des usagers faibles. Le conseil municipal de Bonn décide de lancer un projet de rénovation lourde du pont, incluant l'augmentation de sa capacité par l'élargissement du tablier. Les travaux sont estimés à 37 millions d'euros, dont 12 millions à charge de la ville de Bonn.

### Périmètre des travaux
Eifel Deutschland Stahltechnologie (groupe Eiffage) décroche le contrat de rénovation qui prévoit :
1. Le démontage des encorbellements corrodés;
2. La pose de deux poutres maitresses supplémentaires de part et d'autre du tablier et leur contreventement en lien avec les poutres existantes afin de pouvoir rajouter deux bandes de circulation;
3. La pose de nouveaux encorbellements sur ces poutres supplémentaires;
4. L'élargissement des viaducs d'approche de part et d'autre du fleuve;
5. L'adaptation des piles du pont (qui présentaient déjà une largeur suffisante pour accueillir les poutres supplémentaires);
6. Le remplacement de tout le platelage et du revêtement, en veillant à mettre en œuvre une approche moins prompte à la déformation que la conception initiale, ainsi que la repose des surfaces de roulage;
7. Le remplacement des appuis coulissant et des zones de dilatations ;
8. Un traitement global du tablier contre la corrosion.

Le tout sans interrompre la circulation sur et sous le pont, à quelques exceptions murement planifiées près.

### Déroulement du chantier
Les travaux de rénovation ont débuté le 16 avril 2007 et devaient s'achever en avril 2010. Ce planning fut revu en raison des conditions météorologiques de l'hiver 2009 - 2010. La réception provisoire eut lieu le 12 novembre 2010 et le parachèvement en juin 2011.
Le gain de largeur a permis de dédier les deux voies centrales aux transports en commun, tout en conservant 4 bandes pour le trafic automobile.
Du fait que les nouvelles poutres ont été assemblées par soudure, l'aspect extérieur du pont a été modifié, avec des faces désormais lisses. La couleur verte a également remplacé le gris acier.
Un festival fut organisé pour célébrer la fin du chantier le 3 juillet 2011,.
Les coûts ont été revus à la hausse et s'élèvent au moins à 51,4 millions d'euros au lieu des 41,8 millions prévus dans l'offre.
Cette rénovation a reçu le Prix du Génie Civil 2010 en novembre 2010
De mars à avril 2011, une rangée de panneaux solaires ont été installés sur toute la longueur du tablier, côté sud, ce qui serait une première pour un pont fluvial en Europe.